# نور چاخویان
نْوِر خاچیکی چاخویان (ارمنی: Նվեր Խաչիկի Չախոյան؛ زادهٔ ۳ فوریهٔ ۱۹۶۸) یک سیاستمدار اهل ارمنستان است که از تاریخ ۱۹۹۵ تا تاریخ ۱۹۹۹ سمت نمایندگی دوره اول مجلس ملی جمهوری ارمنستان را برعهده داشت.

## زندگی‌نامه
در	۳ فوریهٔ ۱۹۶۸  در ایروان به دنیا آمد و از دانشگاه دولتی ایروان فارغ‌التحصیل شد. 